# Железный воин

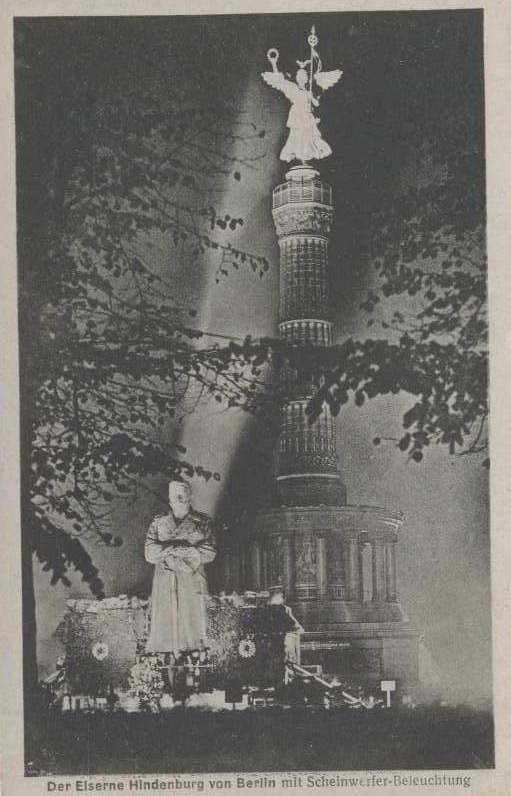
«Железный Гинденбург» на берлинской площади Кёнигсплац. 1919

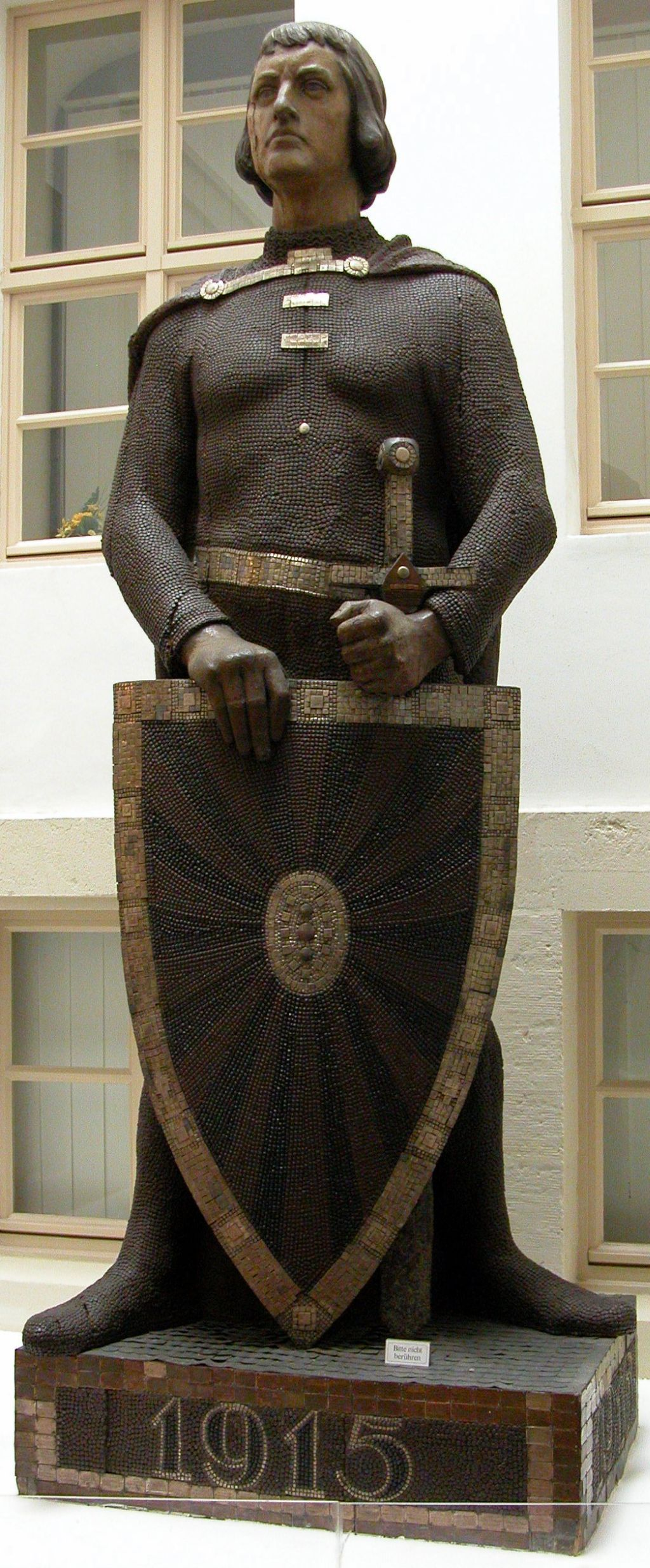
«Железный Генрих» хранится в Брауншвейгском земельном музее

«Железный воин» («Воин в железе», «Воин из гвоздей», нем. Wehrmann in Eisen, Nagelmann) — деревянные скульптуры, использовавшиеся в пропагандистских целях в Германской империи и Австро-Венгрии для сбора средств на военные нужды в годы Первой мировой войны.
На центральных площадях и в других видных местах устанавливались деревянные статуи воинов, часто это были скульптурные образы Пауля фон Гинденбурга, но помимо них также гербы городов, железные кресты, барельефы и колонны. Внеся пожертвование на определённую сумму, каждый желающий получал гвоздь и вбивал его в деревянную статую. Идея восходит к древней цеховой традиции кузнецов вбивать гвозди в еловый ствол. Такое бревно установлено на одной из центральных площадей Вены и дало ей название. Гвозди для «железного воина» изготавливались из железа и серебра, иногда с серебряным или золотым покрытием или целиком из золота, и отличались по цене, которая в любом случае была значительно выше себестоимости их производства. Деревянные скульптуры часто создавали именитые художники. Участники акций награждались номерными памятными значками или грамотами. «Железные воины» пользовались значительным вниманием общественности и способствовали патриотическому подъёму среди населения. Неучастие в этих патриотических акциях зачастую рассматривалось как отсутствие патриотизма или даже предательство Родины. Собранные средства использовались также для поддержки семей погибших солдат. Самый крупный из «железных воинов» — «железный Гинденбург» — был установлен в Берлине на площади Кёнигсплац у колонны Победы, которую позднее перенесли на площадь Большая Звезда. Некоторые памятники из гвоздей сохранились до настоящего времени, например, колонна из гвоздей в Майнце, «железный Генрих» в Брауншвейге и Ольденбурге.